# Ilse Kohinor
Ilse Kohinor is een Surinaams bestuurder. Ze was tot 2011 districtscommissaris van Paramaribo-Zuidwest.

## Biografie
In december 2005 presenteerde Ilse Kohinor het burgerparticipatieplan aan de Districtsraad van Wanica, in het kader van het decentralisatieprogramma. Ze was toen voorzitter van de commissie burgerparticipatie in het district.
Later werd ze districtscommissaris (dc) van het nieuw-gevormde bestuursressort Paramaribo-Zuidwest. Rond de verkiezingen van 2010 was ze ondervoorzitter van het Hoofdstembureau in de stad en enkele dagen waarnemend voorzitter vanaf 29 mei vanwege de ziekenhuisopname van voorzitter Rudi Strijk, de dc van Paramaribo-Noordoost. In augustus 2010 nam ze het nieuwe kantoor van Zuidwest in gebruik. Rond augustus 2011 werd ze opgevolgd door Mike Nerkust.